# Käsenberg
Der Käsenberg (frz. Cousimbert, Freiburger Patois Koujinbêⓘ, dt. auch Gaissenberg) ist ein 1632 m ü. M. hoher Berg nördlich von La Berra im Kanton Freiburg, Schweiz. Er liegt in der Gemeinde La Roche.
Eine Forststrasse führt bis kurz unter den begrasten Gipfel.